# Циминдири
Циминдири (греч. Τσιμηντήρι) — небольшой необитаемый остров в Греции. Расположен в архипелаге Киклады, в Эгейском море, между островами Деспотико и Андипарос, напротив Айос-Еорьоса. Административно относится к общине Андипарос в периферийной единице Парос в периферии Южные Эгейские острова.
В архаический период составлял одно целое с Деспотико. С 2001 года на Деспотико проводятся систематически археологические раскопки, в результате которых были обнаружены 5 строений на Циминдири.